# Michaela Balcová
Michaela Balcová (30 de mayo de 1995) es una deportista eslovaca que compite en bochas adaptadas. Ganó dos medallas en los Juegos Paralímpicos de Verano, oro en Río de Janeiro 2016 y oro en Tokio 2020.

## Palmarés internacional
| Juegos Paralímpicos | Juegos Paralímpicos     | Juegos Paralímpicos | Juegos Paralímpicos |
| Año                 | Lugar                   | Medalla             | Prueba              |
| ------------------- | ----------------------- | ------------------- | ------------------- |
| 2016                | Río de Janeiro (Brasil) | Medalla de oro      | Dobles BC4 mixto    |
| 2020                | Tokio (Japón)           | Medalla de oro      | Dobles BC4 mixto    |